# Troféu Alan Hardaker
O Troféu Alan Hardaker é um prêmio anual da associação de futebol apresentado ao Melhor em Campo na final da EFL Cup (também conhecida atualmente como Carabao Cup, por questões de patrocínio). O troféu leva o nome de Alan Hardaker , ex-secretário da EFL que concebeu a Copa da Liga.

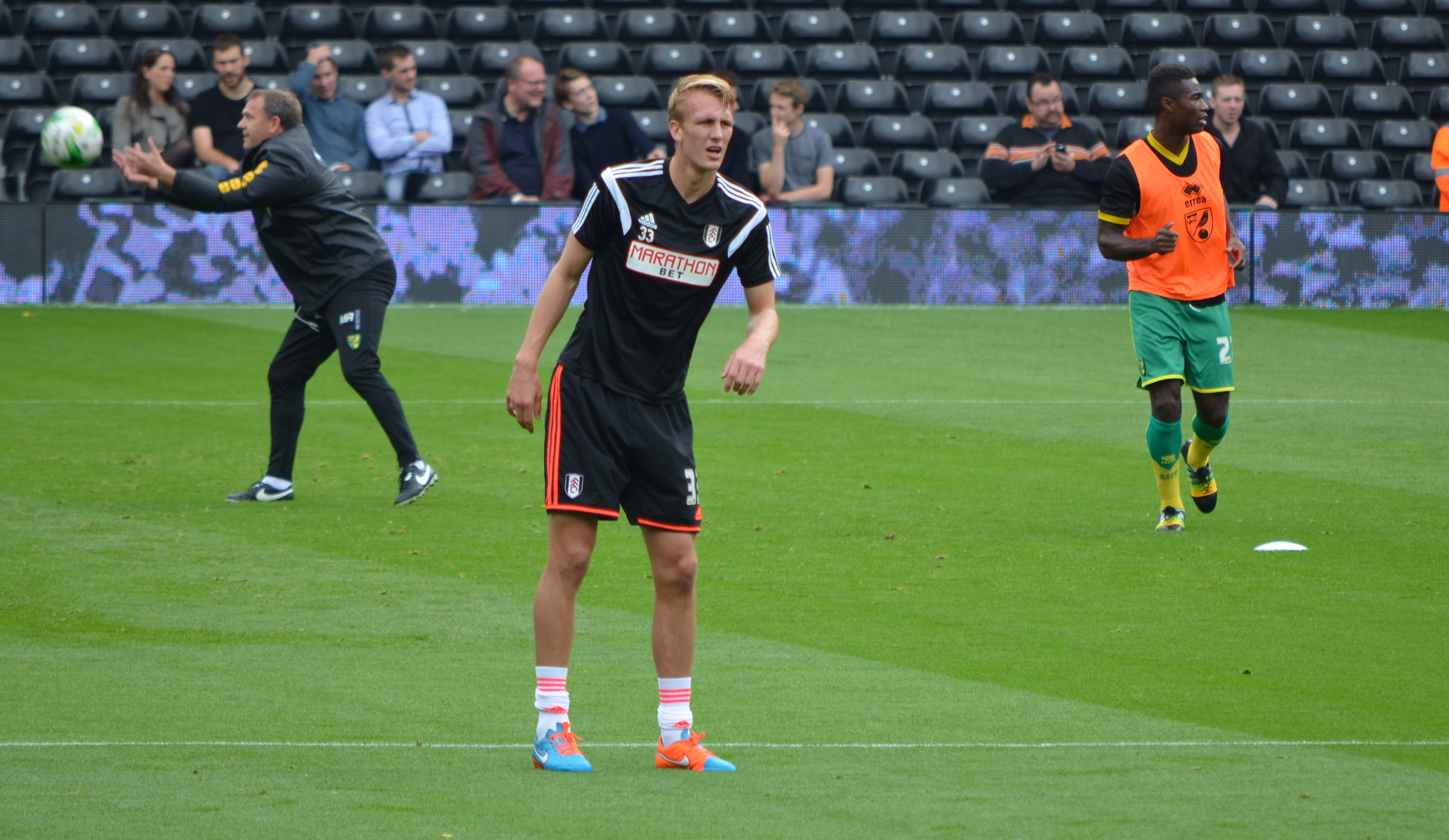
Dan Burn atual detentor do troféu.

O Troféu Alan Hardaker foi concedido pela primeira vez em 1990, Des Walker foi o destinatário inaugural. Ben Foster, John Terry e Vincent Kompany ganharam o prêmio em duas ocasiões, o maior número de vitórias individuais. Tanto o Manchester City quanto o Manchester United receberam o prêmio seis vezes, mais do que qualquer outro clube. Os jogadores ingleses ganharam o troféu dezessete vezes, o que é um recorde; as únicas outras nações com várias vitórias são Escócia, Bélgica e Holanda, com dois destinatários.

## Vencedores
Legenda
 †  – Indica que a partida foi decidida por um replay
 *!  – Indica que a partida foi para a disputa de pênaltis
| Final | Jogador             | Nacionalidade   | Clube               | Adversário          | Placar  |
| ----- | ------------------- | --------------- | ------------------- | ------------------- | ------- |
| 1990  | Des Walker          | Inglaterra      | Nottingham Forest   | Oldham Athletic     | 1–0     |
| 1991  | Nigel Pearson       | Inglaterra      | Sheffield Wednesday | Manchester United   | 1–0     |
| 1992  | Brian McClair       | Escócia         | Manchester United   | Nottingham Forest   | 1–0     |
| 1993  | Paul Merson         | Inglaterra      | Arsenal             | Sheffield Wednesday | 2–1     |
| 1994  | Kevin Richardson    | Inglaterra      | Aston Villa         | Manchester United   | 3–1     |
| 1995  | Steve McManaman     | Inglaterra      | Liverpool           | Bolton Wanderers    | 2–1     |
| 1996  | Andy Townsend       | Irlanda         | Aston Villa         | Leeds United        | 3–0     |
| 1997  | Steve Walsh         | Inglaterra      | Leicester City      | Middlesbrough       | † 1–1 † |
| 1998  | Dennis Wise         | Inglaterra      | Chelsea             | Middlesbrough       | 2–0     |
| 1999  | Allan Nielsen       | Dinamarca       | Tottenham Hotspur   | Leicester City      | 1–0     |
| 2000  | Matt Elliott        | Escócia         | Leicester City      | Tranmere Rovers     | 2–1     |
| 2001  | Robbie Fowler       | Inglaterra      | Liverpool           | Birmingham City     | * 1–1 * |
| 2002  | Brad Friedel        | Estados Unidos  | Blackburn Rovers    | Tottenham Hotspur   | 2–1     |
| 2003  | Jerzy Dudek         | Polónia         | Liverpool           | Manchester United   | 2–0     |
| 2004  | Boudewijn Zenden    | Países Baixos   | Middlesbrough       | Bolton Wanderers    | 2–1     |
| 2005  | John Terry          | Inglaterra      | Chelsea             | Liverpool           | 3–2     |
| 2006  | Wayne Rooney        | Inglaterra      | Manchester United   | Wigan Athletic      | 4–0     |
| 2007  | Didier Drogba       | Costa do Marfim | Chelsea             | Arsenal             | 2–1     |
| 2008  | Jonathan Woodgate   | Inglaterra      | Tottenham Hotspur   | Chelsea             | 2–1     |
| 2009  | Ben Foster          | Inglaterra      | Manchester United   | Tottenham Hotspur   | * 0–0 * |
| 2010  | Antonio Valencia    | Equador         | Manchester United   | Aston Villa         | 2–1     |
| 2011  | Ben Foster (2)      | Inglaterra      | Birmingham City     | Arsenal             | 2–1     |
| 2012  | Stewart Downing     | Inglaterra      | Liverpool           | Cardiff City        | * 2–2 * |
| 2013  | Nathan Dyer         | Inglaterra      | Swansea City        | Bradford City       | 5–0     |
| 2014  | Samir Nasri         | França          | Manchester City     | Sunderland          | 3–1     |
| 2015  | John Terry (2)      | Inglaterra      | Chelsea             | Tottenham Hotspur   | 2–0     |
| 2016  | Vincent Kompany     | Bélgica         | Manchester City     | Liverpool           | * 1–1 * |
| 2017  | Zlatan Ibrahimović  | Suécia          | Manchester United   | Southampton         | 3–2     |
| 2018  | Vincent Kompany (2) | Bélgica         | Manchester City     | Arsenal             | 3–0     |
| 2019  | Bernardo Silva      | Portugal        | Manchester City     | Chelsea             | * 0–0 * |
| 2020  | Phil Foden          | Inglaterra      | Manchester City     | Aston Villa         | 2–1     |
| 2021  | Riyad Mahrez        | Argélia         | Manchester City     | Tottenham Hotspur   | 1–0     |
| 2022  | Virgil van Dijk     | Países Baixos   | Liverpool           | Chelsea             | * 0–0 * |
| 2023  | Casemiro            | Brasil          | Manchester United   | Newcastle United    | 2–0     |
| 2024  | Virgil van Dijk (2) | Países Baixos   | Chelsea             | Liverpool           | 0–1     |
| 2025  | Dan Burn            | Inglaterra      | Liverpool           | Newcastle United    | 1–2     |

## Conquistas por nacionalidade
| País            | Vitória(s) | Ano(s) |
| --------------- | ---------- | --- |
| Inglaterra      | 18         | 1990, 1991, 1993, 1994, 1995, 1997, 1998, 2001, 2005, 2006, 2008, 2009, 2011, 2012, 2013, 2015, 2020, 205 |
| Países Baixos   | 3          | 2004, 2022, 2024                                                                                          |
| Escócia         | 2          | 1992, 2000                                                                                                |
| Bélgica         | 2          | 2016, 2018                                                                                                |
| Irlanda         | 1          | 1996 |
| Dinamarca       | 1          | 1999 |
| Estados Unidos  | 1          | 2002 |
| Polónia         | 1          | 2003 |
| Costa do Marfim | 1          | 2007 |
| Equador         | 1          | 2010 |
| França          | 1          | 2014 |
| Suécia          | 1          | 2017 |
| Portugal        | 1          | 2019 |
| Argélia         | 1          | 2021 |
| Brasil          | 1          | 2023 |

## Conquistas por clube
| Clube               | Vitória(s) | Ano(s)                             |
| ------------------- | ---------- | ---------------------------------- |
| Manchester City     | 6          | 2014, 2016, 2018, 2019, 2020, 2021 |
| Manchester United   | 6          | 1992, 2006, 2009, 2010, 2017, 2023 |
| Liverpool           | 6          | 1995, 2001, 2003, 2012, 2022, 2024 |
| Chelsea             | 4          | 1998, 2005, 2007, 2015             |
| Aston Villa         | 2          | 1994, 1996                         |
| Leicester City      | 2          | 1997, 2000                         |
| Tottenham Hotspur   | 2          | 1999, 2008                         |
| Nottingham Forest   | 1          | 1990                               |
| Sheffield Wednesday | 1          | 1991                               |
| Arsenal             | 1          | 1993                               |
| Blackburn Rovers    | 1          | 2002                               |
| Middlesbrough       | 1          | 2004                               |
| Birmingham City     | 1          | 2011                               |
| Swansea City        | 1          | 2013                               |
| Newcastle United    | 1          | 2025                               |